# Nåttarö
Nåttarö - também escrito Nåtarö - é uma pequena ilha situada no sul do arquipélago de Estocolmo, na província histórica da Södermanland.  
Pertence ao  município de Haninge, no condado de Estocolmo. Tem uma área de 570 ha. 

## Comunicações
- Acesso por barco – ligação marítima regular com Nynäshamn [3][4]